# Josef Haltrich
Josef Haltrich (* 22. Juli 1822 in Sächsisch Regen, Siebenbürgen; † 17. Mai 1886 in Schaas, Siebenbürgen) war ein österreichisch-ungarischer Lehrer, Pfarrer und siebenbürgisch-sächsischer Volkskundler.

## Leben

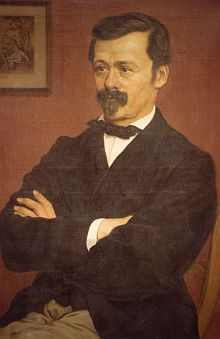
Josef Haltrich von Arthur Coulin

Nachdem Haltrich vier Jahre die evangelische Volksschule seiner Vaterstadt besucht hatte, wechselte er 1836 auf das ebenfalls evangelische Gymnasium Schäßburg. 1845 beendete er seine Schulzeit mit der Matura (Abitur) und immatrikulierte sich noch im gleichen Jahr an der Universität Leipzig. Dort studierte er bis 1847 Theologie, Philologie und Geschichte. Ab seinem zweiten Universitätsjahr wurde Haltrich Assistent bei W. Wasmuth.
Nach Abschluss seines Studiums im Herbst 1847 ging Haltrich wieder zurück nach Schaas. Im Januar des Folgejahres wurde er als Hauslehrer der Kinder von Graf Janós Bethlen dem Älteren nach Klausenburg berufen. Im gleichen Jahr noch erkrankte er derart schwer an einem Wechselfieber, dass er seine Stelle als Hauslehrer aufgeben musste und zurück in sein Elternhaus ging. Ende Oktober (oder Anfang November) 1848 brannte sein Elternhaus ab und er kam bei Verwandten in Bistritz unter. Daher erfuhr er erst sehr spät von seiner Berufung zum Lehrer am Schäßburger Ober-Gymnasium. Diese Stelle trat er im Dezember 1848 an und hatte sie bis Februar 1849 inne.
Bedingt durch die Unsicherheit der Kriegshandlungen, schloss sich Haltrich der Schäßburger Garde an und ging mit ihr nach Kronstadt. Nach der Einnahme der Stadt durch General Joseph Bem flüchtete Haltrich zurück nach Schäßburg, wo er wieder so bald als möglich seine Lehrtätigkeit wieder aufnahm.
1850 wurde Haltrich zum Professor des Ober-Gymnasiums berufen und am 25. Juli 1869 wurde ihm das Rektorat der Bergschule in Schäßburg übertragen. Dieses Amt hatte er bis 1872 inne. Am 12. August 1872 verließ Haltrich Schäßburg, um das Pfarramt in Schaas zu übernehmen, welches ihm schon am 6. Juni 1872 angetragen worden war. Dort führte er auch Wetterbeobachtungen durch, die er schriftlich festhielt.
1851 bat ihn der Verein für siebenbürgische Landeskunde mit der Erstellung eines siebenbürgisch-sächsischen Wörterbuches. Diese Arbeit brachte es letztendlich mit sich, dass das Germanische Nationalmuseum in Nürnberg Haltrich 1859 in seinen Gelehrtenausschuss berief.
Im Alter von 64 Jahren starb Josef Haltrich am 17. Mai 1886 in Schaas bei Schäßburg in Siebenbürgen. Sein Grab befindet sich auf dem Gemeindefriedhof von Schaas; im gleichen Grab ist sein Stiefsohn Gustav Balthes bestattet.

## Ehrungen
1972 wurde ihm zum Andenken die deutschsprachige Schäßburger Bergschule als Josef-Haltrich-Lyzeum benannt.
Seit 1956 ist der Haltrichweg in Berlin-Kladow nach ihm benannt.
Er war Mitglied des Coetus Chlamidatorum Schäßburgensis.

## Werke

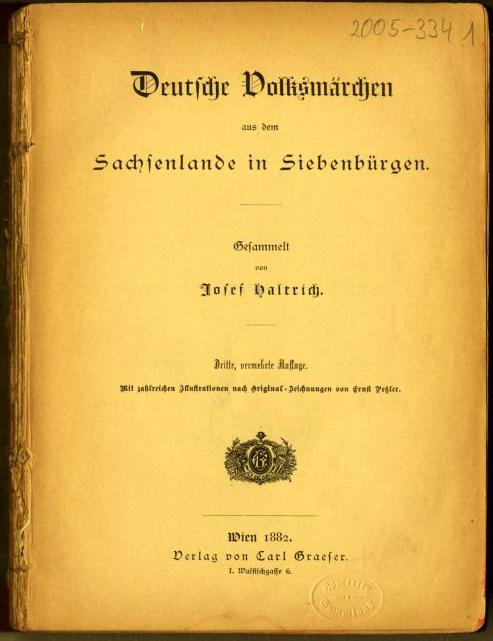
Josef Haltrich, Deutsche Volksmärchen aus dem Sachsenlande in Siebenbürgen, Wien, Graeser, 1882. Titelseite.

- Deutsche Volksmärchen aus dem Sachsenlande in Siebenbürgen. Saur, München 1990, ISBN 3-598-51071-3 (Nachdruck der Ausgabe Berlin 1856)
- Die Macht und Herrschaft des Aberglaubens in seinen vielfachen Erscheinungsformen. Selbstverlag, Schäßburg 1871
- Sächsische Volksmärchen aus Siebenbürgen. Kriterion-Verlag, Bukarest 1974
- Siebenbürgische Tiermärchen. Hillger, Berlin 1929
- Tiermärchen aus dem Sachsenlande in Siebenbürgen. Schaffstein, Köln 1920
- Zur Volkskunde der Siebenbürger Sachsen. Graeser, Wien 1885
- Der Zigeuner, der Wolf, der Fuchs und der Esel in der Wolfsgrube